# 1294
1294 (MCCXCIV) je bilo navadno leto, ki se je po julijanskem koledarju začelo na petek.

## Dogodki

### Mongolsko cesarstvo
- 18. februar - Umre veliki kan Mongolskega cesarstva Kublajkan. Še pred smrtjo preda vladarske regalije svojemu vnuku Timurju, ki hkrati postane drugi cesar kitajske dinastije Yuan z imenom Chengzong. Do sklica nove imperialne plemenske skupščine Kurultaja, na katerih so se pred tem volili vrhovni kani, ne pride več.  
  - Novi kan Timur prekliče priprave za nove invazije na Japonsko, Vietnam in Javo, ki jih je načrtoval Kublajkan.
- Ilakanat: kan Gajhatu poskusi uvesti papirnati denar po kitajskem vzoru. Finančna reforma je popoln fiasko, niti trgovci niti ljudje nočejo sprejeti tega denarja. 1295 ↔
  - Mongolska diplomatska odprava, na kateri je Marko Polo skupaj z očetom in stricem, prispe v Perzijski zaliv ter s tem uspešno opravi nalogo prevoza mongolske princese Kokačin na ilkanatski dvor. Od štirinajstih ladij, ki so odplule s Kitajske, in 600 posadke prispe zgolj ena ladja z 18 člani posadke, vključno z omenjenimi. Iz Ilakanatske prestolnice Tavriz se preko Trapezunta družina Polo vrne nazaj v Benetke. 1295 ↔
- Frančiškanski misijonar in diplomat Janez iz Montecorvina prispe v prestolnico Peking, kjer izve za Kublajkanovo smrt. Dovoljenje za misijonarjenje dobi od novega kana Temürja, njegovemu misijonarskemu zelotizmu pa nasprotujejo tam že uveljavljeni nestorijanci.

### Iskanje novega papeža
- 5. julij - Po več kot dveh letih sedisvakance je za novega papeža izvoljen Celestin V..[1] Izvolitev pobožnega benediktanskega meniha je presenečenje, saj je novi papež znan po skromnem puščavniškem in neambicioznem življenju, zato se želi tudi sam čim prej vrniti med menihe. Celó tako, da poskuša že na dan imenovanja pred to odgovorno nalogo pobegniti.
- 29. avgust - Celestin V. je kronan za novega papeža, 192. papež po seznamu. Edini pomembnejši akt, ki ga ta politično neizkušen papež sprejme v nekaj mesečnem opravljanju pontifikata, je pravica papeža do abdikacije. ↓
- 13. december → Papež Celestin V. abdicira in se ponovno pomeniši.[2]
- 24. december - Za novega papeža je izvoljen Bonifacij VIII.,  193. papež po seznamu[3]. Bonifacij VIII. je poskušal utemeljiti prvenstvo svetne oblasti nad posvetno, na koncu pa doživel neslaven konec, ko so ga spodnesli tisti, ki jih je hotel nadvladati brez vojske in zgolj z okrožnicami. 1295 ↔

### Politične ambicije angleškega kralja Edvarda I.
- Francija: francoski kralj Filip IV. zapleni angleškemu kralju Edvardu I., ki je preko vojvodstva Gaskonje hkrati vazal francoske krone, omenjeno vojvodino. Edvard I. se namreč noče priti pokloniti Filipu IV.. Anglija in Francija sta s tem v vojni, vendar ima Edvard I. preveč problemov z Walesom in Škotsko, da bi tvegal odprto vojno s Francijo. Medtem angleški posadki v Gaskoniji uspe odbiti prve vpade Francozov.
- Škotska: škotski kralj John Balliol zavrne angleškega kralja Edvarda I., ko le-ta od Johna zahteva podporo pri vojni s Francijo, in začne pogajanja o sklenitvi zavezništva s francoskim kraljem Filipom IV., kar je začetek večstoletnega zavezništva Škotske in Francije proti Angliji. Škotsko plemstvo podpre Johna Balliola.
- jesen - Valižanski upor 1294-95: upor Valižanov, ki so pod angleško okupacijo postali drugorazredni državljani, vodi zadnji titualrni valižanski princ Madog ap Llywelyn, ki je najbližji v sorodu s poraženim valižasnkim princem Llywelynom ap Gruffuddom († 1284). Upor se s severa razširi po celotnem Walesu. Uporniki oblegajo angleške gradove, a zavzamejo le redke.
- december - Wales: angleški kralj Edvard I. vstopi z vojsko v Wales, vendar podceni nevarnost. Nazadnje obtiči v enem od gradov, ki ga oblegajo uporniki, skupaj s kraljem pa je samo 37 branilcev gradu. 1295 ↔
- Kralj Edvard I. in portugalski kralj Denis skleneta zavezništvo, ki pa ima večjo politično vrednost za slednjega. Prav tako sklene Edvard I. zavezništvo z nemškim kraljem Adolfom Nassauškim, ki na srečo francoskega kralja ne dobi političnih posledic.

### Ostalo
- 2. februar - Umre vojvoda Zgornje Bavarske in pfalški grof Ludvik II.. Nasledi ga sin Rudolf I.
- 3. maj - Umrlega brabantskega in limburškega vojvodo Ivana I. nasledi sin Ivan II.
- Beneška-genovska vojna 1294–1299: izbruh nove vojne med tradicionalnima pomorskima rivaloma se zgodi v genovski bizantinski koloniji Galata, ki jo preliv Zlati rog ločuje od bizantinskega Konstantinopla. Benečani zavzamejo Galato, premagani Genovčani pa pobegnejo za konstantinopelsko obzidje, kjer napadejo beneške trgovce v mestu. Za protiutež začnejo Benečani plenit predmestja Konstantinopla, kar razjezi bizantinskega cesarja Andronika II. Paleologa, ki preostalo beneško populacijo v mestu izroči preživelim Genovčanom. Le-ti Benečane na mestu pobijejo. S tem je potegnjeno v vzporedno vojno tudi Bizantinsko cesarstvo.
  - Bitka pri Laiazzu, Kilikijska Armenija: Genovčani premagajo Benečane. V spopadu je verjetno ujet Marko Polo ali pa štiri leta kasneje (→ 1298).
- Bizantinsko cesarstvo: cesar Andronik II. Paleolog imenuje svojega sina Mihaela (IX.) za socesarja.
- Egipt: mameluški vezir in regent Al-Adil Kitbuga vrže s prestola mladoletnega sultana An-Nasirja Muhamada in se sam okliče za sultana. Odstavljenega sultana pošlje v trdnjavo Al-Karak. 1296 ↔
- München dobi mestne pravice.
- Firence: arhitekt Arnolfo di Cambio predstavi mestnim oblastem ambiciozni arhitekturni načrt nove stolnice Santa Maria del Fiore. Prav tako se po njegovih arhitekturnih načrtih to leto začne gradnja manjše Bazilike Svetega križa v Firencah.
- Pariz, akademsko leto 1293/94: Mojster Eckhart diplomira iz teologije.

## Rojstva
- 14. julij - Obizzo III. d’Este, italijanski plemič, markiz Ferrare († 1352)
- 18. julij - Karel IV., francoski kralj († 1328)

Neznan datum
- Hugo IV., ciprski kralj († 1359)
- Hugo V., burgundski vojvoda († 1315)
- Ivan Anžujski, vojvoda Drača († 1336)
- Kusunoki Masašige, japonski samuraj († 1336)
- Simonida Nemanjić, bizantinska princesa, srbska kraljica († 1345)
- Zhu Derun, kitajski slikar († 1365)

## Smrti
- 2. februar - Ludvik II., bavarski vojvoda, pfalški grof (* 1229)
- 18. februar - Kublajkan, veliki kan Mongolskega cesarstva (* 1215)
- 17. april - Rudolf iz Berna, otroški mučenik (* 1290)
- 3. maj - Ivan I., vojvoda Brabanta in Limburga (* 1252)
- 22. november - Štefen iz Besançona, mojster dominikancev (* 1250)

Neznan datum
- Andrea di Ricco, florentinski slikar (* 1213)
- Bartolomej iz Neocastra, sicilski kronist (* 1240)
- Brunetto Latini, florentinski filozof in državnik (* 1210)
- Dimitrij Pereslavlski, vladimirski veliki knez (* 1250)
- Guittone d'Arezzo, toskanski pesnik (* 1235)
- Niccolò Polo, beneški trgovec, oče Marka Pola (* 1230)
- Rabban Bar Sauma, mongolski nestorjanski diplomat in popotnik (* 1220)
- Roger Bacon, angleški učenjak, teolog, filozof, šolski prenovitelj, menih (* 1214)